# حمض الإيتيدرونيك
حمض الإيتيدرونيك (بالإنجليزية: Etidronic acid)‏ هو دواء يُستعمل في علاج:
- فرط كالسيوم الدم[9]